# Mindaugas Barauskas
Mindaugas Barauskas (Prienai, 3 januari 1980) is een Litouwse darter die uitkomt voor de PDC.

## Carrière
Mindaugas Barauskas speelde begin jaren 2000 voor het eerst darts in het huis van zijn broer in het Verenigd Koninkrijk. In augustus 2014 nam hij voor de eerste keer deel aan regionale toernooien en werd daarna door Darius Labanauskas uitgenodigd voor trainingsavonden.

### BDO
Barauskas speelde sinds 2015 enkele BDO-evenementen. In 2016 nam hij voor het eerst deel aan de WDF Europe Cup voor de Litouwse, nationale ploeg. De Litouwer nam datzelfde jaar ook voor het eerst deel aan de World Masters. In 2019 bereikte hij de laatste 32 tijdens de WDF World Cup Singles.

### PDC
Na zijn mislukte poging om een tourkaart te bemachtigen tijdens de Q-School in 2019, ging hij wedstrijden van de Challenge Tour spelen. Datzelfde jaar nodigde de PDC hem uit om samen met Darius Labanauskas deel te nemen aan de World Cup of Darts. Hun openingswedstrijd tegen Nieuw-Zeeland werd met 5-1 verloren.
Barauskas maakte zijn European Tour-debuut op de European Darts Grand Prix 2020 in Sindelfingen. Hij werd in de eerste ronde verslagen door Mervyn King. In november vormde hij weer met Darius Labanauskas het Litouwse koppel op de World Cup of Darts en behaalde hij na een overwinning op Gibraltar de tweede ronde. Daar werden de Litouwers verslagen door de Engelse Rob Cross en Michael Smith.
Ook in september 2021 vormde hij opnieuw met Darius Labanauskas het Litouwse koppel op de World Cup of Darts. In de eerste ronde versloegen de Litouwers het Hongaarse koppel, bestaande uit János Végsó & Patrik Kovács, met 5-2 in legs. In de tweede ronde stond het koppel tegenover Wales. Barauskas verloor van Gerwyn Price, maar Labanauskas wist te winnen van Jonny Clayton. Daarmee werd een koppelwedstrijd afgedwongen. Het Welshe koppel won deze wedstrijd met 4-3 in legs. Tijdens de editie van 2022 verloor het Litouwse koppel in de eerste ronde met 2-5 van de Australiërs Simon Whitlock en Damon Heta.
Op 19 februari 2023 won de Litouwer in het Deense Slangerup zijn eerste toernooi op de Nordic & Baltic Tour van de Professional Darts Corporation. Hij versloeg de Deen Tom Veje-Kristensen met 6-5 in de finale.
In juni 2023 vormde Baurauskas met Labanauskas opnieuw het Litouwse duo op de World Cup of Darts. In de groepsfase wonnen de twee van het Portugese koppel, maar in die zelfde ronde bleken de Polen Krzysztof Ratajski en Krzysztof Kciuk met een gezamenlijk gemiddelde van 118,10 te sterk. In 2024 maakte het Baltische tweetal opnieuw zijn opwachting op het toernooi. In de groepsfase waren de spelers uit Ierland en Chinees Taipei te sterk.
Samen met Labanauskas kwam Barauskas op de World Cup of Darts 2025 weer uit voor Litouwen. Het koppel verloor in de groepsfase van het duo uit Zweden, maar won van het tweetal uit Frankrijk. De knock-outfase werd niet bereikt.

## Resultaten op Wereldkampioenschappen

### WDF

#### World Cup
- 2019: Laatste 32 (verloren van Darren Herewini met 3-4)
- 2023: Laatste 128 (verloren van Claudio Dolcetti met 2-4)